# Memoria histórica
La memoria histórica es un concepto historiográfico de desarrollo relativamente reciente, que puede atribuirse en su formulación más común a Pierre Nora, y que viene a designar el esfuerzo consciente de los grupos humanos por encontrar  su pasado, sea este real o imaginado, valorándolo y tratándolo con especial respeto.
Puede atribuírsele memoria física como un monumento, una estatua entre otras representaciones físicas del pasado.
Conceptos confluyentes son el de memoria colectiva, el de política de la memoria (politics of memory) o política de la historia (Geschichtspolitik). Las formulaciones y definiciones pueden ser muy distintas, como la planteada por Maurice Halbwachs en su obra póstuma La memoria colectiva, en donde la define como la memoria de acontecimientos no vividos directamente, sino transmitidos por otros medios, un registro intermedio entre la memoria viva y las esquematizaciones de la disciplina histórica. El concepto de memoria histórica está estrechamente relacionado con las corrientes de la nueva historia social que cuestionan los lineamientos elitistas y estructuralistas sobre los cuales se había escrito e interpretado de manera hegemónica el pasado.
Existe un programa de la Unesco denominado Memoria del Mundo.
La aplicación del concepto suscita notables discrepancias, especialmente al implicar la fijación de hechos y procesos históricos, de interpretación no unívoca, en algún tipo de "relato", alternativo a otros, que en casos extremos puede convertirse en una "verdad oficial" (cuya negación puede incluso ser perseguida legalmente) o en una verdad "políticamente correcta" o "pensamiento único" (impuestos informalmente).

Yo creo profundamente en la diferencia entre la historia y la memoria; permitir que la memoria sustituya a la historia es peligroso. Mientras que la historia adopta necesariamente la forma de un registro, continuamente reescrito y reevaluado a la luz de evidencias antiguas y nuevas, la memoria se asocia a unos propósitos públicos, no intelectuales: un parque temático, un memorial, un museo, un edificio, un programa de televisión, un acontecimiento, un día, una bandera. Estas manifestaciones mnemónicas del pasado son inevitablemente parciales, insuficientes, selectivas; los encargados de elaborarlas se ven antes o después obligados a contar verdades a medias o incluso mentiras descaradas, a veces con la mejor de las intenciones, otras veces no. En todo caso, no pueden sustituir a la historia.
Tony Judt

«Imponer una memoria colectiva o histórica es propio de regímenes totalitarios o de utopías totalitarias. Las guerras civiles solo pueden terminar en una amnistía general» Santos Juliá.

## Instituciones y escenarios de la memoria

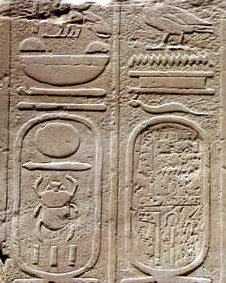
Cartucho de Amenhotep II posteriormente borrado para impedir la preservación de la memoria de su nombre, y con esta privarle de su inmortalidad.

La historia misma puede definirse como la ciencia de la memoria (existe un clásico de la historia china titulado Memorias históricas, de Sima Qian, en torno al año 100 a. C.), y las instituciones encargadas de elaborarla, estudiarla, conservarla y perpetuarla serían las instituciones de la memoria: el propio oficio del historiador, las Academias, los Departamentos y Facultades de la Universidad, los Archivos y Bibliotecas, y su soporte fundamental, que son los escritos (libros, y todo tipo de fuentes documentales). El uso político de la historia, también conocido con el término políticas de la memoria, ha sido una constante desde que esta existe (incurriendo en manipulaciones de los hechos, como en la famosa narración de la Batalla de Qadesh, o en la inscripción obsesiva del nombre —Ren— para obtener la inmortalidad así como su borrado para ser sustituido por el del enemigo superviviente, todo ello en el Antiguo Egipto). Los romanos incluso incluían en las condenas judiciales la llamada Damnatio memoriae, que buscaba destruir cualquier clase de vestigio o recuerdo del enemigo del Estado, incluyendo la prohibición de citar su nombre.
Son esenciales en la memoria histórica los actos conmemorativos, fechas simbólicas (batallas, leyes, nacimientos o muertes) cuyos aniversarios se celebran, especialmente los centenarios o números redondos. Un papel muy importante lo cumplen los espacios simbólicos (por ejemplo, en Estados Unidos el lugar de la Batalla de Gettysburg -véase Lugar Nacional de Interés Histórico, unos 2500, pero que sólo son el 4% de todos los que figuran en el Registro Nacional de Lugares Históricos-, en Francia el de la batalla de Verdún o el del desembarco de Normandía, en Bélgica el de la batalla de Waterloo) que en algunas ocasiones son escenario de reconstrucciones, que en muchos otros lugares son popularizadas como ferias medievales (véase medievalismo) o espectáculos de mil tipos, incluyendo el moderno concepto de parque temático. La fidelidad o el anacronismo no es lo más importante para la eficacia de la memoria — Eric Hobsbawm ha analizado los mecanismos mediante los cuales se inventan tradiciones y Jon Juaristi demuestra cómo los mitos de origen son manipulados desde un punto de vista nacionalista.

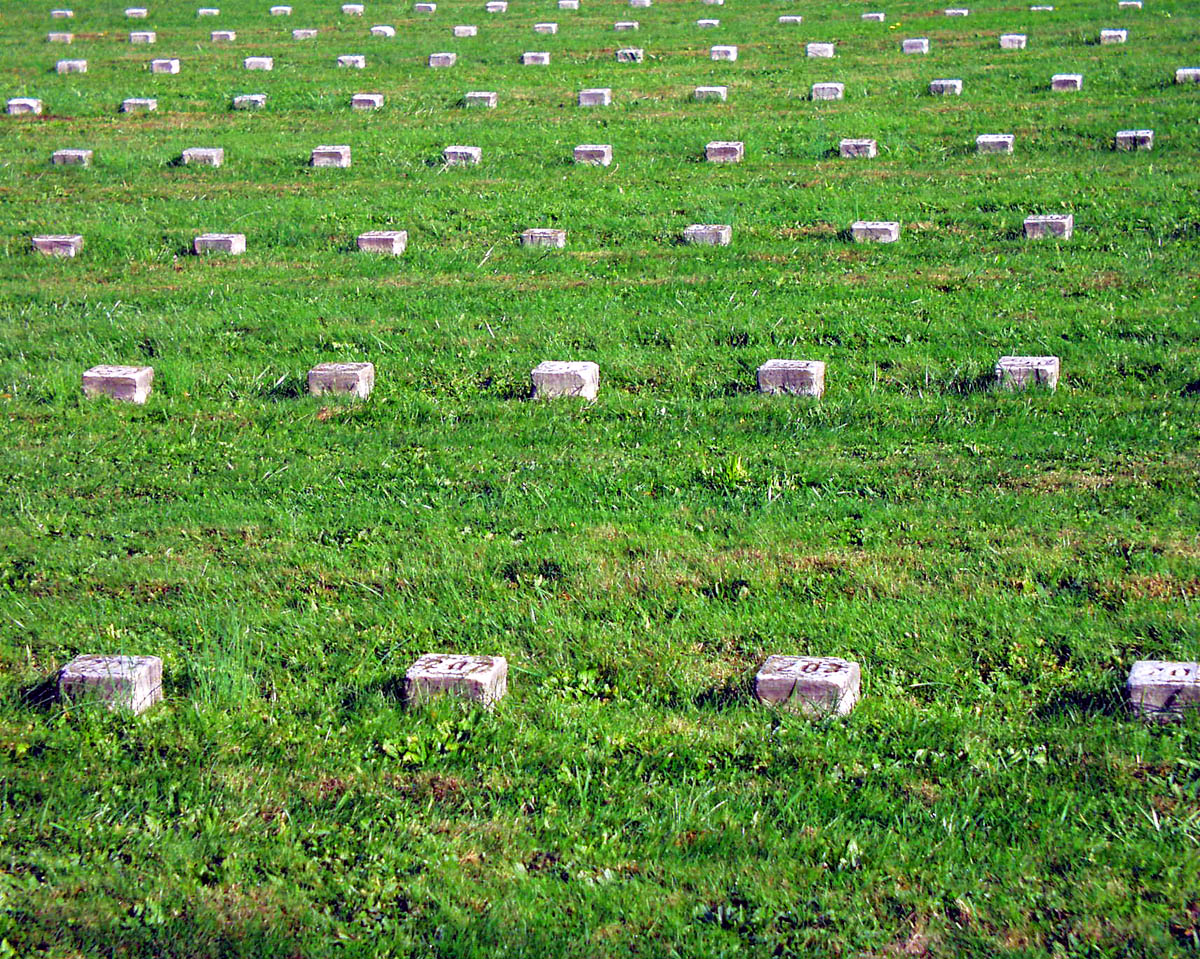
Cementerio de Gettysburg.

También son decisivos los elementos de lo que ampliamente se puede llamar la cultura material cuya función es conmemorativa: monumentos, elementos del paisaje urbano que se nombran para recordar hechos y personajes históricos (calles, plazas, parques, escuelas...), especialmente los ligados al culto religioso o civil (iglesias, edificios públicos como palacios, castillos, ayuntamientos, parlamentos) y los espacios funerarios, empezando por los cementerios e incluyendo los lugares de enterramiento no convencional.

## Invisibilización cultural y reconstrucción de la memoria
En las últimas décadas han adquirido importancia los movimientos de reconstrucción de la memoria histórica de grupos sociales afectados por los procesos de invisibilización como las mujeres, los afroamericanos, las personas de pueblos originarios
, las culturas colonizadas, los trabajadores, los perseguidos políticos, etc.
La reconstrucción de la memoria afectada por los procesos de invisibilización no constituye un mero esfuerzo de investigación, sino que también y fundamentalmente requiere un activismo social orientado a desmitificar estereotipos y verdades dadas, profundamente arraigadas en la cultura dominante. Las élites racionalizan y revisan esa memoria a la luz de su ideología y sus intereses. Pero hay una diferencia entre la memoria oficial, que es elaborada e impuesta desde el Estado o los organismos públicos para glorificar, mitificar y ocultar acontecimientos y mantener la identidad nacional, y la memoria pública que se caracteriza como la voluntad o el deseo por parte de algún grupo social o la propensión del poder a seleccionar y organizar representaciones del pasado de modo que puedan ser asumidas por los individuos como propias.
En muchas partes del mundo han surgido foros por la memoria como espacios, no sólo de investigación sino también políticos y culturales, con el fin de servir de plataforma para la construcción de identidades sociales.

## Memoria histórica por país

### Memoria histórica en Argentina
En la Argentina, luego de la dictadura militar autodenominada como Proceso de Reorganización Nacional (1976-1983), el concepto de «memoria» adquirió un importante valor cultural y político de la mano de las luchas de la población y, en particular, de las organizaciones de derechos humanos.
La política sistemática de desapariciones, represión clandestina y supresión de la identidad de hijos de opositores, llevó a que la democracia impulsara una activa política de «reconstrucción de la memoria» y descubrimiento de «la verdad», aludiendo fundamentalmente al destino de los desaparecidos. La estructura básica del régimen de terrorismo de Estado en la Argentina fue destruir la memoria de las actividades y la identidad misma de los opositores.
Las organizaciones de derechos humanos, y en especial las Madres de Plaza de Mayo y las Abuelas de Plaza de Mayo desempeñaron desde 1977 un decisivo papel en la preservación de la memoria de los desaparecidos, en el primer caso, y de los hijos de desaparecidos secuestrados, cuya identidad fue suprimida y muchas veces criados por padres sustitutos cómplices del asesinato de los padres biológicos.
Un paso fundamental en la reconstrucción de la memoria histórica en la Argentina fue la Comisión Nacional sobre la Desaparición de Personas CONADEP, creada en 1983 por el presidente Raúl Alfonsín, que investigó profundamente el modo en que se ejecutó la represión clandestina para producir, en 1985, un famoso informe conocido como el Informe Nunca Más, pieza de prueba central en el Juicio a las Juntas que condenó a los militares que condujeron la represión y dio a conocer masivamente los actos criminales de terrorismo de Estado.
En la reconstrucción de la memoria histórica desempeñó un importante papel la iniciativa de las Madres y Abuelas de Plaza de Mayo de organizar el Equipo Argentino de Antropología Forense (EAAF), dirigido por el estadounidense Clyde Snow, que desarrolló nuevas técnicas de exhumación de tumbas colectivas, reconocimiento de cadáveres y estudios de ADN. Estas técnicas fueron luego utilizadas en otros países de América Latina en donde se dieron también este tipo de desapariciones.
Debido a una serie de insurrecciones militares entre 1986 y 1990 se dictaron una serie de leyes de impunidad que cerraron las investigaciones sobre delitos de lesa humanidad cometidos en la Argentina entre 1976 y 1983. Ello llevó a que las organizaciones de derechos humanos impulsaran los llamados Juicios de la Verdad, que no podían condenar a los culpables pero podían averiguar que es lo que realmente había sucedido con cada desaparecido. En 2003, el Congreso anuló las leyes que había cerrado las investigaciones. Poco después se reabrieron las causas por delitos de lesa humanidad cerradas en la década del '80. El 3 de agosto de 2006 se habían reabierto 959 causas penales en las que 211 acusados se encontraban con prisión preventiva.
En 2010, la Comisaria de Naciones Unidas para los Derechos Humanos, Navy Pillay, dijo que Argentina es el país "con mayor número de juicios por derechos humanos del mundo" y elogió la política de Argentina en la materia al decir que el país "ha demostrado que conocer la verdad es un derecho sin límites, es un derecho que nadie puede negar". "La posición de la ONU sobre las aministías es clarísima: no son admisibles si evitan el juicio de personas que pueden ser penalmente responsables de crímenes de guerra, genocidio, crímenes contra la humanidad o violaciones graves de derechos humanos" indicó Navy Pillay.

#### Memoria, nietos desaparecidos y Abuelas de Plaza de Mayo
Un caso especial de memoria histórica son los niños desaparecidos-secuestrados, entregados a familias que convalidaron la sustracción de identidad, y que en algunos casos fueron cómplices del asesinato de sus padres. Existe la certeza de que la mayoría de esos niños siguen con vida. Para encontrar a esos niños, un grupo de abuelas y abuelos de detenidos-desaparecidos crearon la organización Abuelas de Plaza de Mayo, dirigida por Estela de Carlotto. Desde que se estableció la democracia en 1983, y febrero de 2010, las Abuelas habían encontrado a 101 de esos niños. Las Abuelas de Plaza de Mayo estiman que alrededor de 500 niños fueron secuestrados y privados de su identidad.
La recuperación de los nietos exige adicionalmente un inédito desafío de reconstrucción de las memorias familiares, personales e históricas relacionadas con la verdadera identidad de los niños detenidos-secuestrados. Hoy esos niños ya son jóvenes y su situación se agrava si se tiene en cuenta que las personas a quienes consideraban sus padres, en quienes naturalmente confiaban, les habían negado su identidad y origen, y en algunos casos fueron cómplices o conocieron a los asesinos de sus padres biológicos.
La conocida banda de rock argentina, Bersuit Vergarabat, realizó a pedido de las Abuelas de Plaza de Mayo una canción que refleja el drama de estos jóvenes. La canción se denomina Victoria Clara, carece de copyright y puede ser libremente bajada del sitio de la banda: Victoria Clara.mp3.

#### Espacios de Memoria

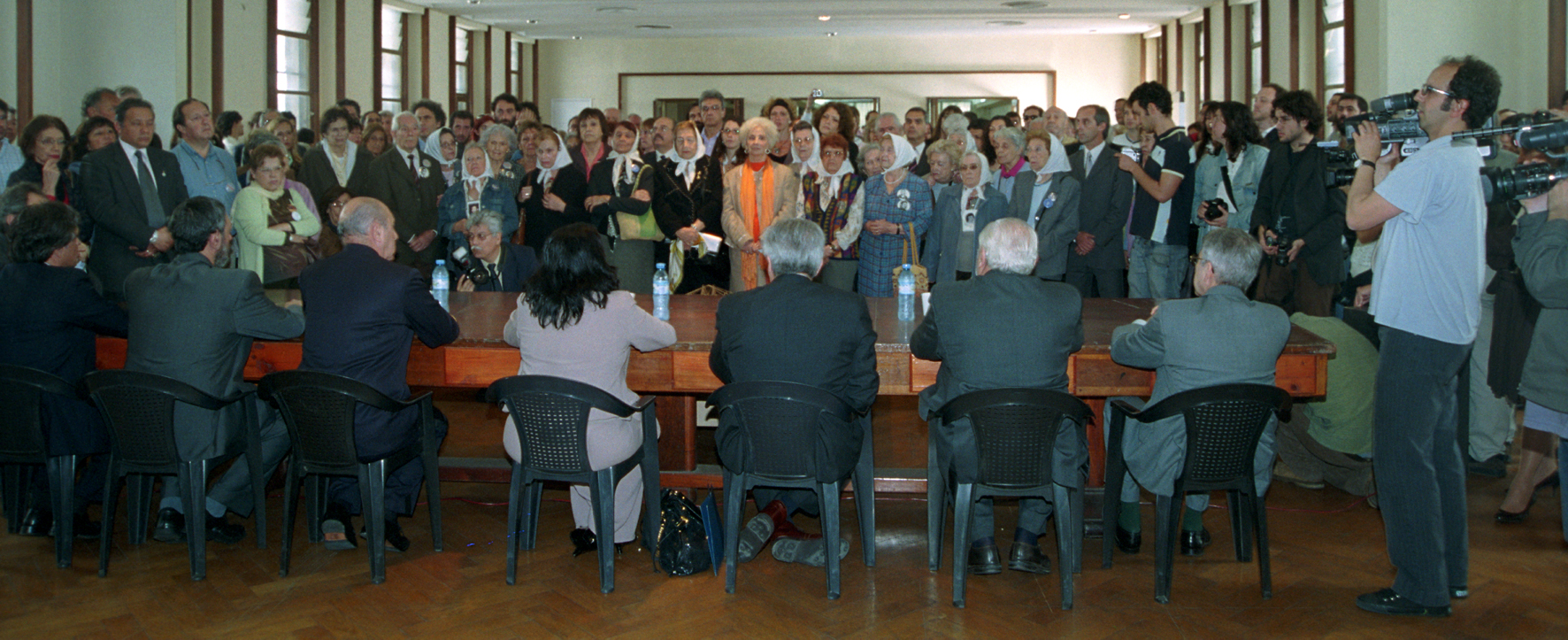
Acto de traspaso de la ESMA

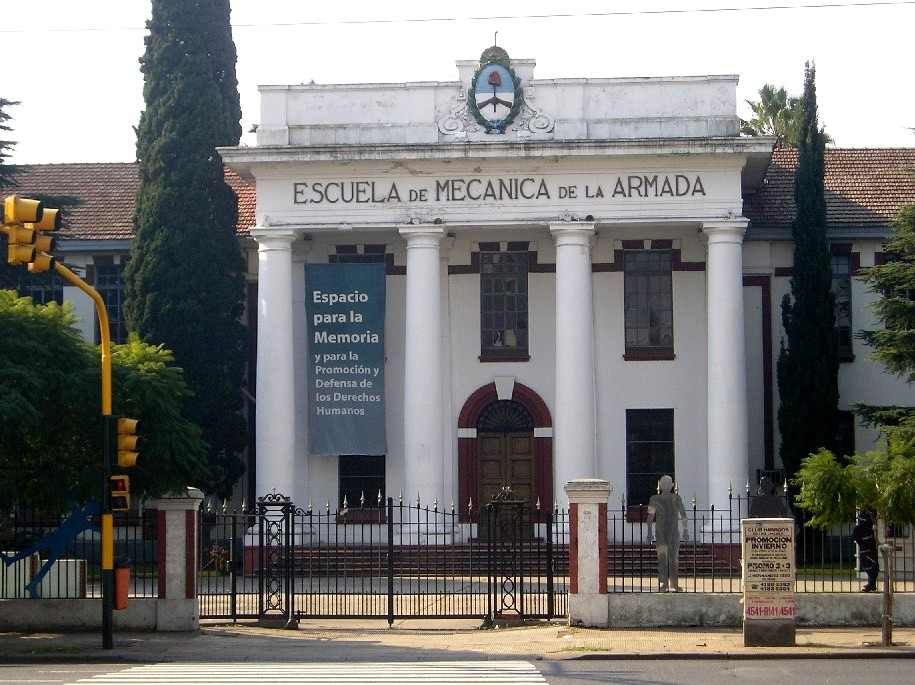
La ESMA convertida en «espacio para la memoria».

En Argentina las organizaciones de derechos humanos han ido exigiendo y obteniendo que los centros clandestinos de detención, donde fueron torturados y desaparecidos miles de opositores, sean preservados como Espacios de Memoria con el fin de investigar, recuperar, preservar y difundir la memoria de los desaparecidos. Probablemente el más conocido, aunque no el único, es el Espacio de Memoria que se ha decidido establecer en la Escuela de Mecánica de la Armada.
También existen desde 1997 los llamados Foros de la Memoria en los barrios del Sur de Buenos Aires, creados con el fin de recrear la memoria y la identidad de esos barrios. Se destacan el de Parque de los Patricios, el de Pompeya y el de Mataderos.
En la Ciudad de Buenos Aires también se ha decidido construir el Parque de la Memoria que incluirá el Memorial de los Desaparecidos diseñado como una rampa sobre el Río de la Plata con todos sus nombres.
En Colombia, mediante la Ley 1448 de 2011, más conocida como la Ley de Víctimas, se creó el Centro Nacional de Memoria Histórica y se le asignaron funciones a través del Decreto 4803 del mismo año. También existen iniciativas locales, como el Centro de Memoria, Paz y Reconciliación en Bogotá y múltiples iniciativas de memoria en todo el país.

### Memoria histórica en España
- Wikinoticias tiene noticias relacionadas con la memoria histórica.

El solapamiento entre historia y memoria ha sido un debate dominante en España desde los años 2000. Destacó una obra pionera, con aportaciones importantes de varios investigadores del CSIC.
Posteriormente, desde que el gobierno de Rodríguez Zapatero planteó la Ley de Memoria Histórica, con la pretensión de compensar el olvido de las víctimas de la Guerra Civil y de la dictadura franquista, el debate sobre los vencidos de la guerra civil sin un enterramiento digno ha ampliado las repercusiones del concepto de memoria más allá de las lindes académicas. En concreto, los lugares de enterramiento no convencional, como los que más arriba se indican, son las fosas comunes y las cunetas donde terminaron muchos fusilados en la guerra civil española, cuya localización y destino son uno de los objetos principales de debate de la memoria histórica en España en los últimos años, siendo un caso particularmente divulgado el de Federico García Lorca; incluso con motivo del 70.º aniversario (2006) se ha desatado una «guerra de esquelas». Previamente se había producido cierta polémica con la retirada de la estatua ecuestre del general Franco que continuaba frente a los Nuevos Ministerios de Madrid. El destino del Valle de los Caídos también ha sido puesto en cuestión.
A raíz de la aplicación del concepto de memoria histórica, convertido en un instrumento de movilización intelectual y social por Emilio Silva y la Asociación para la Recuperación de la Memoria Histórica se ha suscitado un debate historiográfico muy vivo sobre la oportunidad del propio concepto de memoria histórica, que es rechazado por algunos. Así, por ejemplo, Stanley Payne, autor de La represión durante la guerra civil y bajo el franquismo: historia y memoria histórica, ‘sentenciaba’ en 2006, en una entrevista para ABC:

«Memoria histórica» ni es memoria ni es historia. Lo que se llama «memoria histórica» o «colectiva» no es tal cosa, sino una versión, o versiones, creadas por publicistas, patriotas, activistas políticos, periodistas o hasta por algunos historiadores interesados. Se trata esencialmente de mitos o leyendas creados acerca del pasado. Pueden tener alguna dosis de verdad empírica, o ninguna. La memoria es individual y subjetiva, nunca es «histórica» o «colectiva» como tal. La historia, en cambio, no se basa en memorias individuales subjetivas, sino en la investigación intelectual de los datos empíricos que sobreviven del pasado. Hay algunos estudiosos e investigadores que están excavando fosas y llevando a cabo investigaciones serias. Eso es siempre importante, y en cuanto es investigación seria debe ser aplaudida. Pero esto es totalmente diferente de querer imponer una versión sesgada y partidista, que rechaza los resultados de la investigación. «Revisionismo» es una palabra empleada muy mal, actualmente en España, para describir a los que disienten de la corrección política. La verdad es que una «revisión» es la función de la mayor parte de la investigación seria. Si no se quieren descubrir datos nuevos que pueden enriquecer y «revisar» nuestro entendimiento, ¿por qué investigar? Pero la versión meramente politizada de la promoción de la «memoria histórica» no quiere revisar sino repetir e imponer una versión. El movimiento político sencillamente no tiene interés en la historia, y así no se trata de su revisión sino de su politización o anulación.

Por su parte, Santos Juliá, ese mismo 2006, se preguntaba desde las páginas del diario El País:

¿Y qué es memoria histórica en un país dividido a muerte por una guerra, en la que hermanos —de sangre, nada de metáforas— tomaron partido contra hermanos? Cuando un país se escinde, la memoria compartida sólo puede construirse sobre la decisión de echar al olvido el pasado: ése es el sentido de la amnistía general, como Indalecio Prieto y José María Gil-Robles lo comprendieron ya desde los primeros años de la posguerra.

Desde otra perspectiva, aquel mismo año de 2006, el forense Francisco Etxeberria, que ha exhumado a más de 500 fusilados de la Guerra Civil, denunciaba en el mencionado diario El País que:

No puede ser que todavía haya personas en España que cuando hablen de la Guerra Civil y de la represión lo hagan con miedo. A esa gente hay que decirle que aquello fue injusto, que les comprendemos y que les apoyamos. No puede seguir existiendo miedo.

El 18 de julio de 2007, diversas asociaciones de familiares de desaparecidos a partir del denominado Alzamiento Nacional, presentaron denuncias penales por crímenes contra la humanidad en la Audiencia Nacional. Poco más de un año más tarde, el titular del juzgado número 5 de instrucción de dicha sede, Baltasar Garzón, envió a diversas instituciones estatales y de la Iglesia católica una providencia donde requería información al respecto. Unos días más tarde, amplió dicha providencia con una nueva donde se pedía información no ya sólo acerca de desaparecidos del denominado bando republicano, sino también del bando sublevado; y se insistía a la Iglesia católica para pedir su colaboración en las pesquisas. Se ha argumentado, desde el punto de vista jurídico, que dichas providencias adolecen de defectos; y el propio Juez Garzón, después de iniciar (noviembre de 2008) actuaciones por crímenes contra la humanidad y reclamar la partida de defunción de sus presuntos responsables (incluida la de Franco) se declaró a sí mismo incompetente y remitió las posibles actuaciones posteriores a juzgados locales. Poco antes, la fiscalía había pedido la nulidad del proceso.
En respuesta a una apelación de familiares de españoles muertos durante el franquismo, que pedían a la justicia argentina la investigación de crímenes de lesa humanidad, recurriendo al principio de jurisdicción universal, la Cámara Criminal y Correccional Federal ha reabierto esa causa.

#### Los papeles de Salamanca
Además de todo ello, el punto álgido de la confrontación llegó en la legislatura 2004–2008, cuando se reactiva el proceso de devolución de los llamados «papeles de Salamanca», como resultado de una reclamación planteada desde mucho tiempo atrás por instituciones y entidades desde Cataluña. El objeto de esta reclamación es la documentación requisada por el ejército tras la ofensiva de Cataluña (diciembre de 1938 - enero de 1939), y depositada en un Servicio centralizado en Salamanca con fines represivos. Allí se procesaba durante la Guerra civil documentación que pudiera proporcionar información sobre personas y grupos objeto de persecución. Algunos de aquellos materiales sirvieron para la Causa General contra la Masonería y el Comunismo, proceso judicial con el que se justificó el llamado Alzamiento Nacional al acusar y condenar a todos los vinculados con el bando republicano por todo tipo de crímenes, incluyendo (paradójicamente) el de rebelión militar. También se preveía su uso propagandístico, de lo que es ejemplo la reconstrucción física del espacio y la parafernalia simbólica de una logia masónica, instalada en el edificio del antiguo Colegio de San Ambrosio, que fue sede de aquel Servicio desde la Guerra Civil y que en 2007 todavía albergaba el Archivo.
Terminada la Guerra Civil aquel Servicio permaneció en Salamanca y siguió proporcionando informes sobre antecedentes de personas hasta varias décadas más tarde. Perdida su función represiva pasó a constituir un archivo histórico, que acabó adquiriendo la denominación de Archivo General de la Guerra Civil Española.
La ciudad de Salamanca, y en concreto su ayuntamiento, son uno de los lugares donde el debate sobre la memoria histórica se muestra con mayor viveza: en los últimos días de diciembre de 2006 se seguían debatiendo apoyos o rechazos de la corporación municipal, con textos presentados por los concejales del Partido Popular y el PSOE, a la posible devolución de papeles del Archivo (en este caso al País Vasco) y a la rehabilitación póstuma de Miguel de Unamuno como concejal, cargo del que fue desposeído como consecuencia de su famoso enfrentamiento con el general Millán Astray el 12 de octubre de 1936, al comienzo de la guerra civil española.

#### La memoria del franquismo

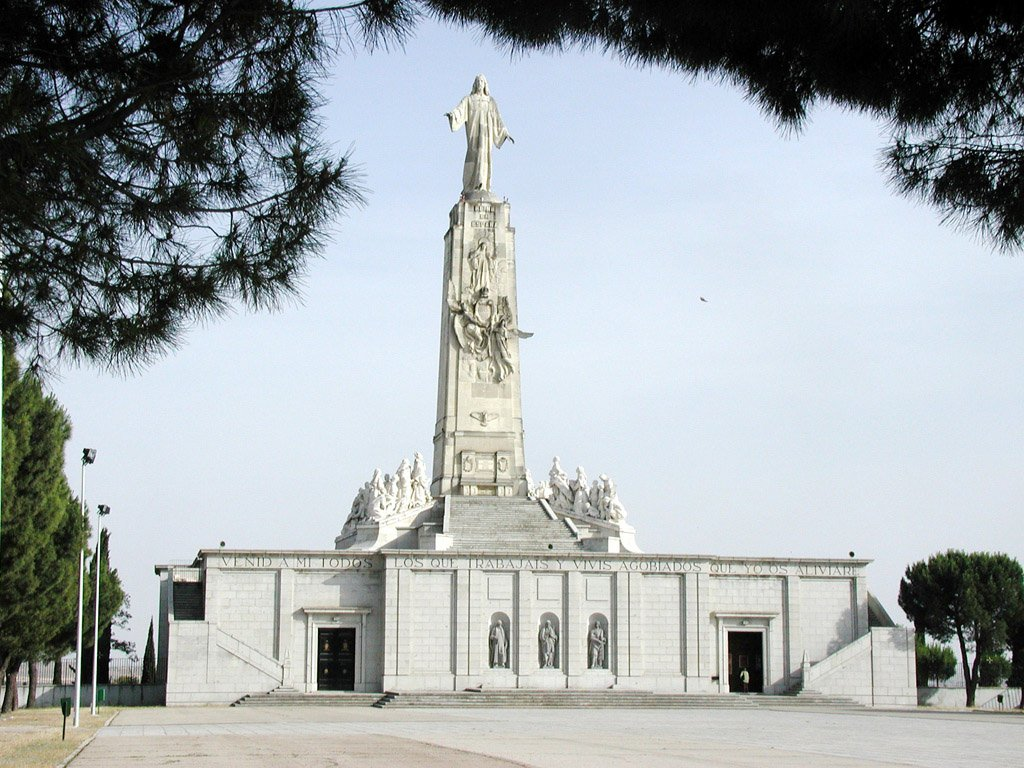
Monumento al Sagrado Corazón de Jesús en el Cerro de los Ángeles, Getafe, España.

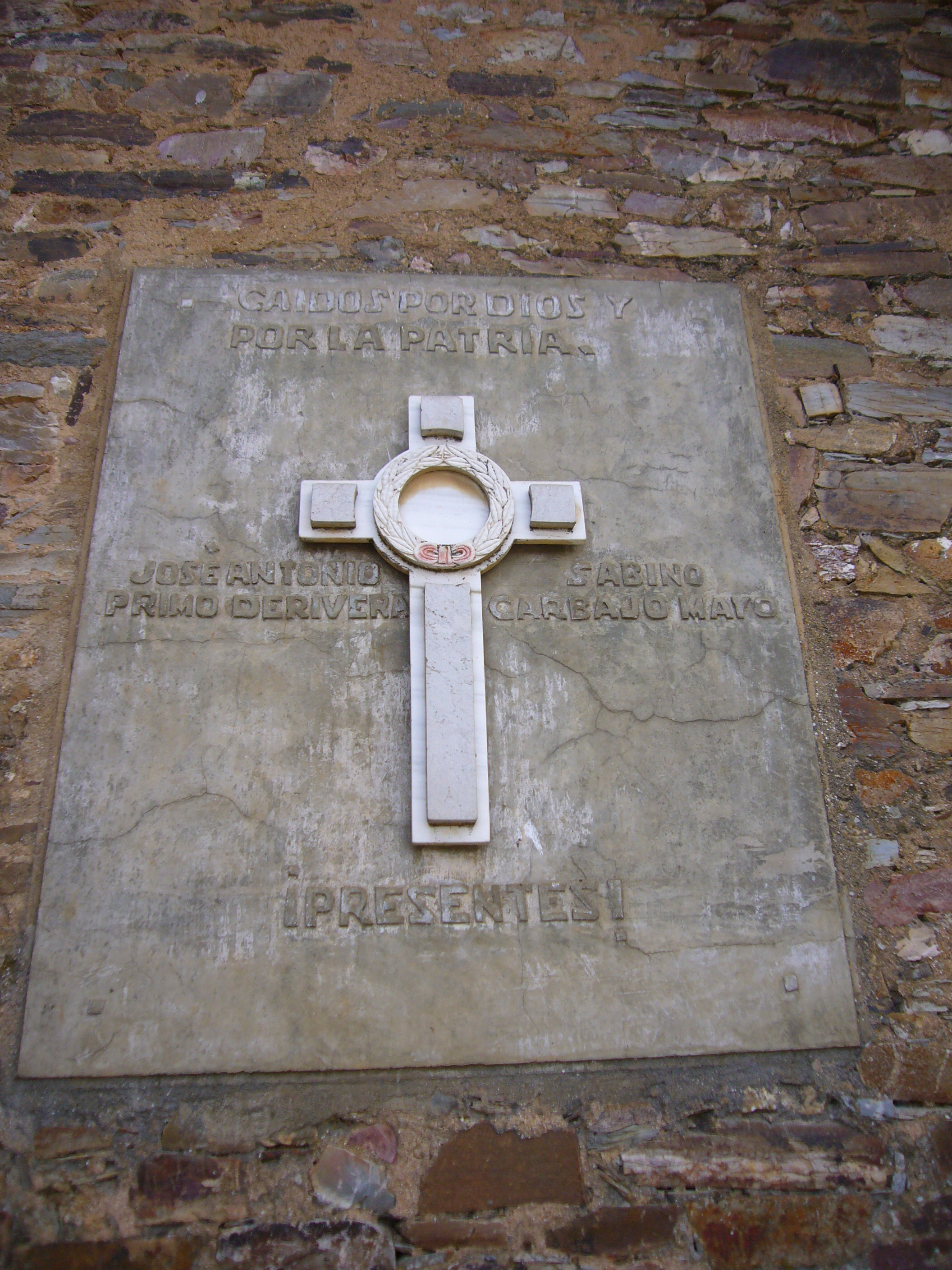
Muro exterior de la iglesia de Ferreruela en Zamora, que aún posee la placa en homenaje a los "Caídos por Dios y por la Patria".

Los elementos simbólicos de la memoria del bando vencedor presidieron España desde 1939, y en buena medida siguen existiendo: las placas de «Caídos por Dios y por España», que se colocaron en todos los pueblos, la mayor parte de ellas en el exterior de las iglesias —consistentes en una lista de nombres de los muertos de ese pueblo pertenecientes al bando sublevado, cerrada por el marcial grito de «¡Presentes!»—; el ya citado valle de los Caídos, donde se enterró a José Antonio Primo de Rivera —el Ausente— después de un traslado a hombros desde Alicante a El Escorial —símbolo de la memoria de la monarquía católica—; el Alcázar de Toledo, cuyo asedio y liberación fueron hábilmente utilizados por Franco para asegurar su predominio entre sus propias filas, y que dio nombre al principal periódico «ultra» —El Alcázar—; el Monumento al Sagrado Corazón de Jesús en el Cerro de los Ángeles, centro geográfico de España, que le está consagrada, y que fue profanado por las tropas republicanas con una pantomima de fusilamiento y que posteriormente fue dinamitado, para ser convenientemente desagraviado tras La Victoria con su reconstrucción, que comenzó en 1944 y concluyó en 1965; por último, tras la muerte de Franco, fueron las conmemoraciones del 20 de noviembre (20-N), con manifestaciones en la plaza de Oriente —masivas en los años 70—. 

La Fundación Francisco Franco (fundación privada, pero sostenida con fondos públicos) sigue conservando el control sobre el archivo personal del generalísimo y lo gestiona de una forma discutida por numerosos historiadores.

En los últimos años han proliferado estudios históricos que intentan recuperar la memoria de lo sucedido durante la Guerra Civil y el franquismo. Ejemplos de ello sería las obras de Francisco Espinosa Maestre, Santos Juliá, Martín Rubio, Richard Baker, García Márquez, Antonio Orihuela o Moga Romero, entre otros.

### Memoria histórica en Europa
Algunos autores e instituciones designan Memorias y lugares de Memoria de Europa, entre las que estarían los campos de exterminio del Holocausto. Para el filósofo Reyes Mate el complejo de campos de concentración y campos de exterminio denominado Auschwitz marca un hito en la historia humana que obliga a replantear el pensamiento y la acción sin el olvido de las víctimas, necesitadas de presencia y redención, de memoria, pero de una memoria moral, y que habitualmente han sido preteridas y borradas en la historia.
A partir de enero de 2005 la Asamblea General de la ONU declaró el día 27 de enero como el Día Internacional de la Memoria de la Víctimas del Holocausto, misma fecha en que se liberó Auschwitz, el mayor campo de concentración Nazi en 1945. La ONU realiza un memorial del holocausto dedicando cada año un tema diferente. En 2012 fueron los niños víctimas del Holocausto.

### Memoria histórica en Colombia
Después de la Ley 975 de 2005 (Ley de Justicia y Paz) el gobierno nacional de Colombia crea la Comisión Nacional de Reparación y Reconciliación (CNRR), la cual incluye dentro del derecho de reparación la preservación de la memoria histórica:

Se entiende por reparación simbólica toda prestación realizada a favor de las víctimas o de la comunidad en general que tienda a asegurar la preservación de la memoria histórica, la no repetición de los hechos victimizantes, la aceptación pública de los hechos, el perdón público y el restablecimiento de la dignidad de las víctimas.
Art. 8, Ley 975 de 2005.

La CNRR creó para este efecto el Centro Nacional de Memoria Histórica , CNMH, dirigido por el historiador Gonzalo Sánchez Gómez, el cual se enfoca en las víctimas del paramilitarismo en Colombia buscando identificar “las razones para el surgimiento y la evolución de los grupos armados ilegales”, lo cual incluye a las guerrillas, especialmente a las Fuerzas Armadas Revolucionarias de Colombia (FARC) y el Ejército de Liberación Nacional (ELN); así como las distintas verdades y memorias de la violencia, con un enfoque diferenciado y una opción preferencial por las voces de las víctimas que han sido suprimidas o silenciadas.
El CMH realiza investigaciones en las siguientes líneas: memorias regionales, memorias por modalidad de violencia y actor armado, memorias de factores dinamizadores del conflicto armado, memorias por sector victimizado, además de documentos conceptuales y metodológicos. Hasta el momento esta dirección ha preparado, desarrollado y publicado alrededor de 50 documentos e informes de investigación, los cuales han sido entregados a organizaciones sociales, bibliotecas, académicos, estudiantes y a la sociedad en general. Todas estas publicaciones son de acceso público y están disponibles en la página web del CNMH .

### Memoria histórica en Perú
En Perú, uno de los proyectos más coyunturales y relevantes que reconstruyen una etapa relevante de la memoria histórica del país está representado por la Comisión de la Verdad y Reconciliación (CVR). Esta fue una comisión peruana encargada principalmente de elaborar un informe sobre el terrorismo vivido en el Perú durante el periodo entre los años 1980 y 2000. Fue creada en junio de 2001 por el presidente provisional Valentín Paniagua, convocando a diferentes miembros de la sociedad civil. Fue presidida por Salomón Lerner Febres, entonces rector de la Pontificia Universidad Católica del Perú. Además de la investigación de la violencia terrorista de Sendero Luminoso y el Movimiento Revolucionario Túpac Amaru (MRTA), intentó profundizar en las causas de esa violencia y en la represión militar contra estos movimientos terroristas, que cobró principalmente víctimas civiles en este fuego cruzado. Para ello, recogió el testimonio de 16,985 personas y organizó 21 audiencias con las víctimas de la violencia, a las que asistieron más de 9500 personas. El Informe Final se hizo público el 28 de agosto de 2003, ante el presidente peruano Alejandro Toledo Manrique.
En diciembre de 2000, el Gobierno de Transición estableció un grupo de trabajo interinstitucional, integrado por representantes de los Ministerios de Justicia, Defensa, Interior y de Promoción de la Mujer y Desarrollo Humano; la Defensoría del Pueblo, la Conferencia Episcopal Peruana, el Concilio Evangélico y la Coordinadora Nacional de Derechos Humanos. Este grupo tuvo como objetivo explorar un mecanismo de investigación de los hechos producidos durante el terrorismo, una proposición de tareas para el sistema judicial y una política de reparaciones.
El 4 de junio de 2001, mediante el Decreto Supremo N° 065-2001-PCM, se creó la Comisión de la Verdad, encargada de esclarecer el proceso, los hechos y responsabilidades de la violencia terrorista y de la violación a los derechos humanos producidos desde mayo de 1980 hasta noviembre de 2000, imputables tanto a las organizaciones terroristas como a los agentes del Estado, así como proponer iniciativas destinadas a afirmar la paz y la concordia entre los peruanos.